# Theridion punctipes
Theridion punctipes är en spindelart som beskrevs av James Henry Emerton 1924. Theridion punctipes ingår i släktet Theridion och familjen klotspindlar. Inga underarter finns listade i Catalogue of Life.